# 東斯海爾德國家公園

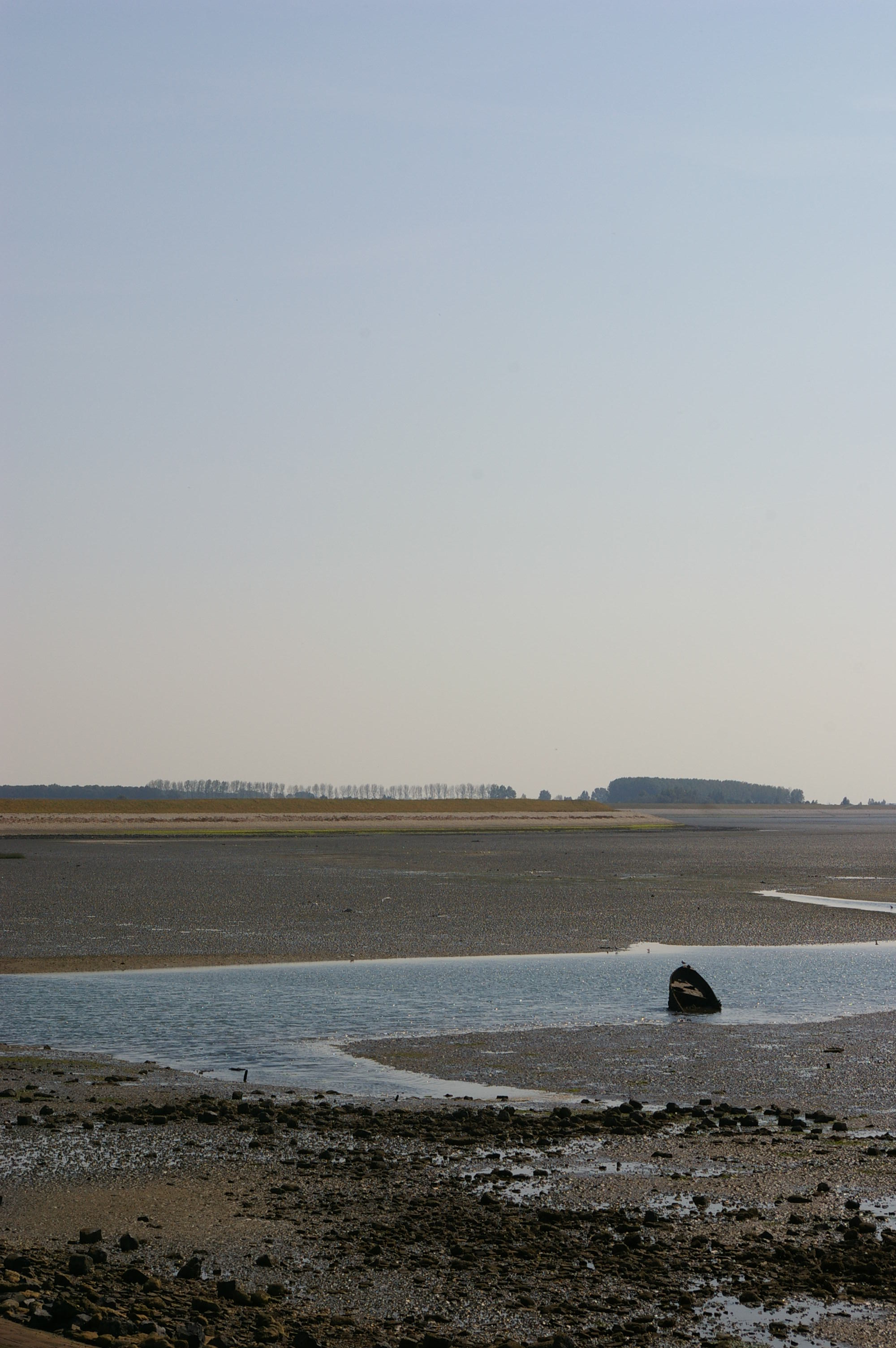

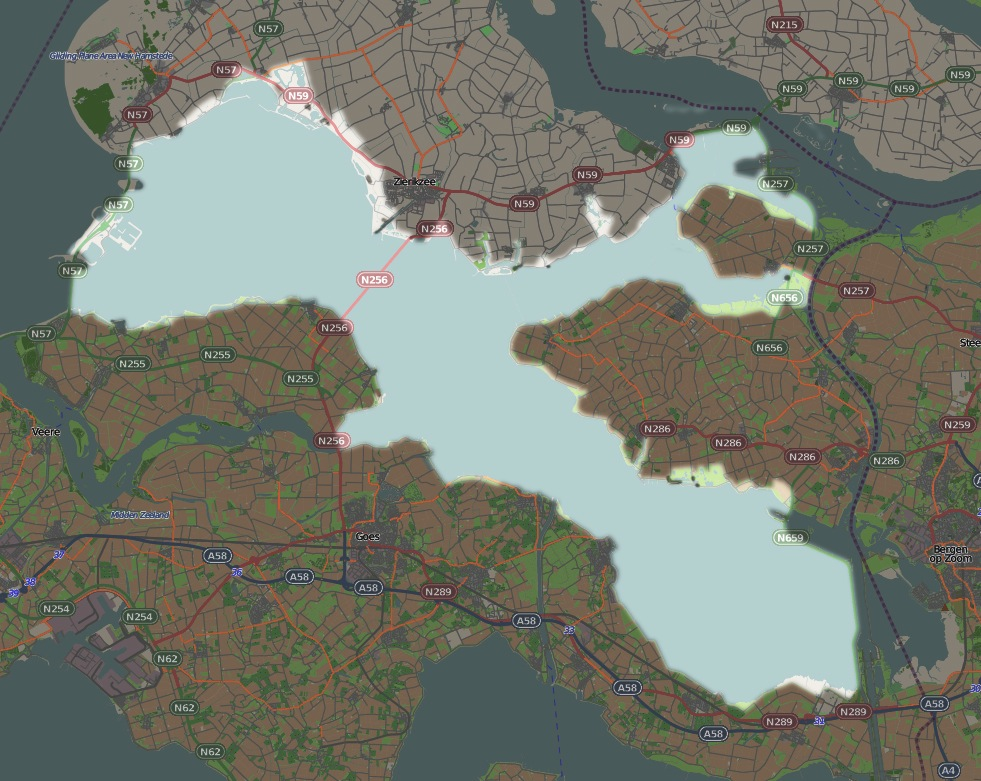

51°35′N 3°55′E / 51.583°N 3.917°E
東斯海爾德國家公園（荷蘭語：Nationaal Park Oosterschelde）是荷蘭的國家公園，位於該國西南部澤蘭省，鄰近濟里克澤，成立於2002年5月8日，面積370平方公里，有海象和海豚等大型海洋哺乳動物棲息。